# Zargyar Vtoroye
Zargyar Vtoroye (azerbajdzjanska: Araz Zərgar) är en ort i Azerbajdzjan.   Den ligger i distriktet Füzuli Rayonu, i den södra delen av landet, 210 km väster om huvudstaden Baku. Zargyar Vtoroye ligger 84 meter över havet och antalet invånare är 3 261.
Terrängen runt Zargyar Vtoroye är platt. Närmaste större samhälle är Shakhsevan Pervoye, 13,6 km nordost om Zargyar Vtoroye.
Trakten runt Zargyar Vtoroye består till största delen av jordbruksmark. Runt Zargyar Vtoroye är det ganska tätbefolkat, med 83 invånare per kvadratkilometer.